# Can Cunillera
Can Cunillera és una obra del municipi de Granollers (Vallès Oriental) protegida com a bé cultural d'interès local.

## Descripció
És un edifici de dues façanes i una mitgera, que consta de planta baixa i tres pisos, amb coberta a dues vessants. La façana és de tipus pla, arrebossada, de composició simètrica, amb balcons i finestres de pedra i uns arcs plans de diferents tipus, alguns amb guardapols. La finestra del primer pis (al centre) té el llindar en forma d'arquitrau sostingut per columnes estirades amb capitells jònics. Al segon pis (al lateral) es manifesta una finestra amb guardapols, molt ornamentat, sostingut per uns àngels.

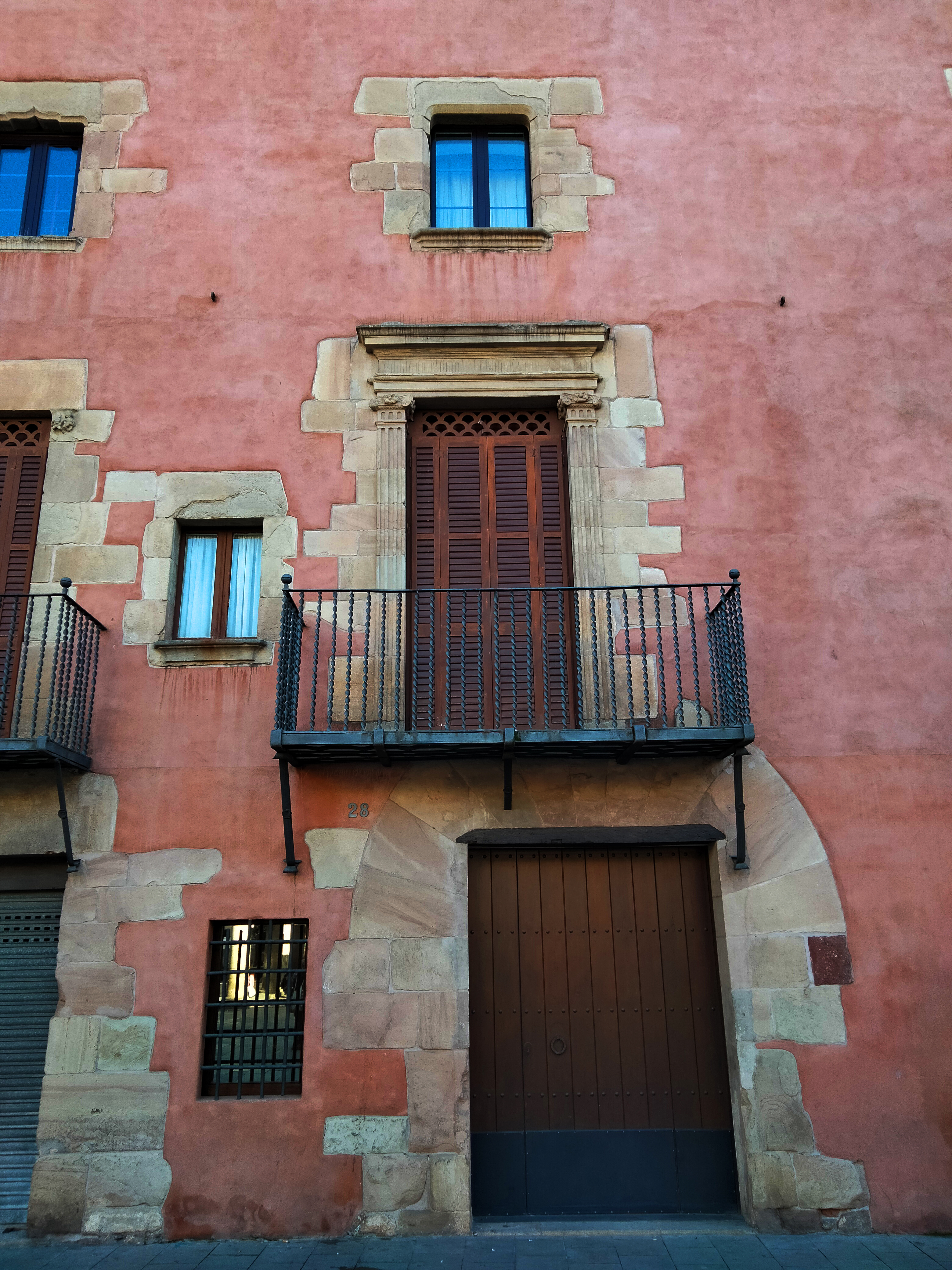
Detall de les obertures de la façana

A la darrera planta hi ha una galeria oberta amb llinars de fusta i un ràfec amb imbricacions.

## Història
Situat al nucli antic de la ciutat, a la pl. Porxada, lloc on se celebra el tradicional mercat dels dijous.